# ハント敬士
ハント 敬士（ハント けいし、1954年9月9日 - ）は、日本の俳優。鳥取県米子市出身。宝井プロジェクト所属。

## 人物
身長173cm。体重66kg。趣味は草野球。特技はアクション、ギター、ボーカル。旧芸名は半戸 敬志、判戸 敬士、ハント、ハントケーシ、ハント・ケーシ、ハントケーシー、ハント・ケーシー。日本大学芸術学部映画学科卒業。
零心会を経て俳優として活動。特に大川俊道や押井守監督作品に多数出演する。

## 出演作品

### テレビドラマ
- ザ・ハングマン4 第10話「エリートの父親が隠し子の命を狙う!」（1984年、ABC） - ワタル
- 太陽にほえろ! 第691話「さらば! 山村刑事」（1986年、日本テレビ）
- セーラー服反逆同盟 第4話（1986年、日本テレビ） - ケーシー片岡
- 火曜サスペンス劇場（日本テレビ）
  - 冷たいのがお好き（1987年）
  - 刑事・鬼貫八郎 第1作（1993年）
  - 祭りの記憶（1994年）
  - 事件記者2（1999年）
- ザ・ハングマン6 第14話（1987年、ABC）
- ベイシティ刑事 第15話（1988年、テレビ朝日） - シナトラ
- ドラマスペシャル（TBS）
  - 浮気は85パーセント（1989年）
  - 最後の家族旅行（1996年） - 神父
- 世にも奇妙な物語 「くせ」（1990年、フジテレビ） - 眼鏡屋の店員
- 愛しの刑事 第18話（1993年、テレビ朝日） - 大町
- ダブル・キッチン 第5、6話（1993年、TBS）
- 木曜劇場（フジテレビ）
  - チャンス! 第8話（1993年）
  - 恋におちたら〜僕の成功の秘密〜 第4話（2005年） - 指揮者
  - 推しの王子様 最終話（2021年）
- if もしも 第6話（1993年、フジテレビ）
- ブルースワット 第17話（1994年、テレビ朝日） - ブライアン
- 人生は上々だ 第1話（1995年、TBS） - ギャルソン
- キャンパスノート（1996年、TBS） - 支配人
- 結婚しようよ（1996年、TBS） - 店主
- オンリー・ユー〜愛されて〜 第8話（1996年、日本テレビ） - 横浜店店長
- 土曜グランド劇場 / 透明人間（1996年、日本テレビ） - スポークスマン
- 青の時代（1998年、TBS）
- 水曜ドラマ / 夜逃げ屋本舗（1999年、日本テレビ） - ディレクター
- 傷だらけの女（1999年、フジテレビ） - 客
- 恋愛結婚の法則（1999年、フジテレビ） - 神父
- きらきらひかる3（2000年、フジテレビ） - レストランのマネージャー
- はみだし刑事情熱系 PART4 最終回スペシャル（2000年、テレビ朝日）
- 月曜ミステリー劇場 / 万引きGメン・二階堂雪 第6作（2001年、TBS） - 牧師
- 天国に一番近い男 教師編 第11話（2001年、TBS）
- 嫉妬の香り 第3話（2001年、テレビ朝日）
- カネボウ木曜劇場 / ぼくが地球を救う 第11話（2002年、TBS）
- LONG LOVE -遠嫁日本-（2003年、BSフジ） - 牧師
- 超星神グランセイザー 第32話（2004年、テレビ東京） - マイク唐木
- プレミアムステージ / 9・11 NYテロ真実の物語（2004年、フジテレビ） - 医師
- 特命係長 只野仁 2ndシーズン 第19話（2005年、テレビ朝日）
- 相棒（テレビ朝日）
  - season4 初回スペシャル（2005年） - 棟居均
  - season15 第2話（2016年） - マスター
  - season18 第14話（2020年） - バーテンダー
- 婚活1000本ノック 第9話（2024年、フジテレビ）- 神父 役

### テレビ番組
- クイズ悪魔のささやき（1994年 - 1996年、TBS） - 出納係

### 映画
- シンデレラ・エクスタシー 黒い瞳の誘惑（1988年、にっかつ） - キース
- ラブ・ゲームは終わらない（1988年、にっかつ） - 沢修平
- 妖女伝説'88（1988年、にっかつ） - 植木三郎
- べっぴんの町（1989年、東映）
- ゴジラvsビオランテ（1989年、東宝） - ジョン・リー
- トーキング・ヘッド（1992年、バンダイ） - 伊藤
- ラストソング（1994年、東宝） - 安西
- Pai Off（2003年、東京テアトル） - スパシェネフ
- 未成年だけどコドモじゃない（2017年、東宝） - 神父
- クラッシュ・オン・ユー ※自主製作映画

### オリジナルビデオ
- クライムハンターシリーズ
  - クライムハンター 怒りの銃弾（1989年） - ハント
  - クライムハンター2 怒りの銃弾（1989年） - サル・マッコイ
  - クライムハンター3 皆殺しの銃弾（1990年） - 支那虎
- サニー・ゲッツ・ブルー 追撃のキーウェスト（1991年） - キャッシュ ※主演
- ブローバック2 夕陽のギャングたち（1991年） - ロペス
- 悪い金儲け（1992年）
- スロッピー・ジョウ&ハートブレイク・カンパニー（1992年）
- 愛という名の銃弾（1993年）
- ザ・ワイルドビート 裏切りの鎮魂歌（レクイエム）（1994年）
- 闇金の帝王 銀と金 - 間宮
  - 闇金の帝王 銀と金4 地獄の裏麻雀（1995年）
  - 闇金の帝王 銀と金5 相続殺人（1996年）
- Another XX（アナザー・ダブルエックス） 黒い追跡者（ストーカー）（1997年）

### WEB
- 手塚眞のホラーシアター「ザ・バースデイ」 / 「クリスマスの悪魔」（2005年）

### その他
- ワニ女の逆襲（2001年） - 音楽
- CANDY（2003年、東京テアトル） - 音楽